# World Trade Center (film)
World Trade Center je ameriški dramski film iz leta 2006, ki ga je režiral Oliver Stone, po scenariju Andreje Berloff. Film, v katerem v glavnih vlogah igrata Nicolas Cage in Michael Peña, govori o izkušnji ekipe newyorških policistov med terorističnimi napadi 11. septembra 2001, v katerih so ostali ujeti v ruševinah porušenega Svetovnega trgovinskega centra.
Snemanje filma je potekalo od oktobra 2005 do februarja 2006, v kinematografih ZDA pa je bil premierno predvajan 9. avgusta 2006. Film je prejel na splošno pozitivne ocene kritikov in zaslužil 163 milijonov dolarjev po vsem svetu.

## Vsebina
11. septembra 2001 zjutraj so pripadniki newyorške pristaniške policije poslani v središče Manhattna kot odziv na trk letala v Severni stolp Svetovnega trgovinskega centra. Policisti med potjo izvejo, da je tudi Južni stolp zadelo drugo letalo. Poveljnik John McLoughlin, kateri je interviniral v terorističnem napadu leta 1993, zbere skupino prostovoljcev; policisti Antonio Rodrigues, Will Jimeno in Dominick Pezzulo, da zberejo reševalno opremo iz stavbe 5. Pridruži se jim tudi policist Christopher Amoroso.
Ko se pet policistov pripravlja na vstop v severni stolp iz hodnika, se južni stolp začne rušiti in McLoughlin spozna, da je njihova edina možnost preživetja, da se zatečejo v jašek dvigala. McLoughlin, Jimeno in Pezzulo edini preživijo, vendar so ujeti pod ruševinami. Pezzulo poskuša osvoboditi ujetega Jimena, vendar se takrat zruši še severni stolp. Pezzulo je smrtno poškodovan, ko betonska plošča pade na njegov trup in ga poškoduje, vendar pa tik pred smrtjo uspe izstreliti svojo pištolo enkrat v zrak, da bi reševalce opozoril na njihovo lokacijo. Jimeno in McLoughlin preživita boleče, grozljive ure pod ruševinami in drug drugemu pripovedujeta o svojih življenjih. Medtem njuni družini poskušajo izvedeti, ali sta oba še živa.
Ko se stavba 7 zruši, oba moška zakričita in se pripravljata na njun konec, vendar preživita brez nobenih hujših poškodb. McLoughlin poskuša obdržati Jimena budnega tako, da ga spodbuja, naj večkrat udari po kovinski armaturi, ki bi jo potencialni reševalci morda slišali. Minevajo ure in McLoughlin zaspi ter se znova zbudi. Oba se strinjata, da bosta drug za drugega ostala živa.
Dva ameriška marinca, Dave Karnes in Jason Thomas, ki iščeta preživele, zaslišita hrup, ki ga oddaja Jimeno, in ju najdeta ter pokličeta na pomoč, da ju izkopljejo. Po urah in trudu prvih reševalcev najprej rešijo Jimena, nato pa nekaj ur kasneje McLoughlina v kritičnem stanju dvignejo iz ruševin. Oba moška se ponovno združita s svojima družinama v bolnišnici, kjer se za nju začne zdravljenje, vključno z obsežnimi operacijami, McLoughlin pa pade v medicinsko umetno komo.
Leta 2003 se Jimeno in McLoughlin, oba zdravniško upokojena, s svojima družinama udeležita slavnostne piknika. Epilog po koncu filma razkrije, da sta bila oba dva izmed dvajsetih ljudi, ki so jih našli žive na območju ruševin, in sta bila označena kot številka osemnajst oziroma devetnajst. David Karnes pa se je ponovno prijavil v marince in služil dve turneji v vojni v Iraku. 

## Vloge
- Nicolas Cage - Policijski poveljnik John McLoughlin
- Michael Peña - Policist Will Jimeno
- Maria Bello - Donna McLoughlin
- Maggie Gyllenhaal - Allison Jimeno
- Stephen Dorff - Reševalec Scott Strauss
- Jon Bernthal - Policist Christopher Amoroso
- Jay Hernandez - Policist Dominick Pezzulo
- Michael Shannon - Dave Karnes
- Donna Murphy - Judy Jonas
- Brad William Henke - Allisonin brat
- Peter McRobbie - Allisonin oče
- Julie Adams - Allisonina babica
- Frank Whaley - Chuck Sereika
- Jude Ciccolella - Inšpektor Lawrence Fields
- Nicholas Turturro - Policist Colovito
- Danny Nucci - Policist Giraldi
- William Mapother - Jason Thomas
- Tom Wright - Policist Reynolds
- Wass Stevens - Policist Pat McLoughlin
- Armando Riesco - Policist Antonio Jose Rodrigues
- Ned Eisenberg - Policist Polnicki
- Dara Coleman - Policist Boel
- Nick Damici - John Kassimatis
- Connor Paolo - Steven McLoughlin
- Arthur Nascarella - Vodja FDNY
- Patti D'Arbanville - Donnina prijateljica
- Viola Davis - Medicinska sestra
- Aimee Mullins - Novinar
- Charles A. Gargano - Namestnik poveljnika pristaniške policije